# Brüsseler Platz

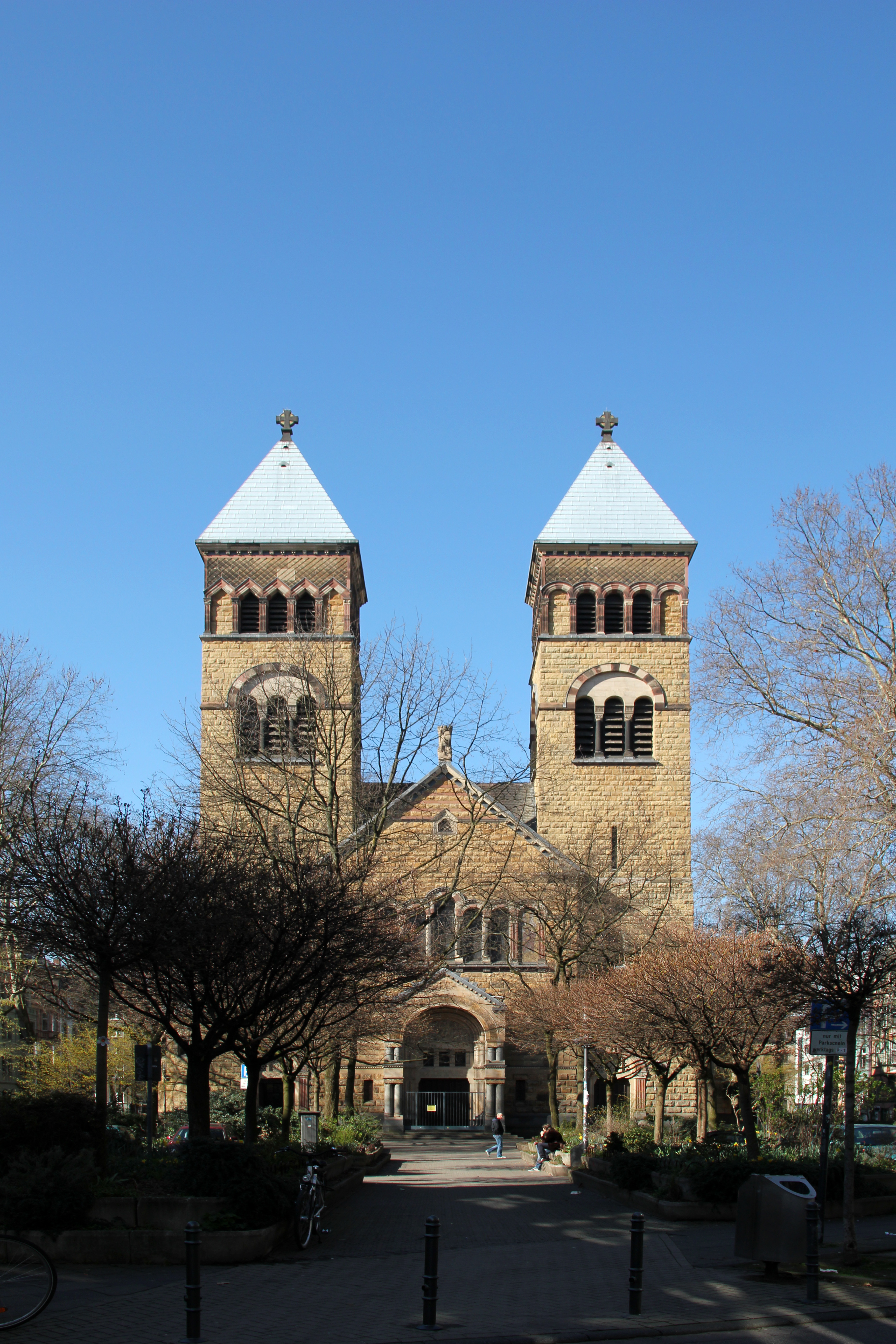
Kirche Sankt Michael (März 2011)

Der Brüsseler Platz ist das Zentrum des Belgischen Viertels in Köln mit der katholischen Pfarrkirche St. Michael als markantem Wahrzeichen.

## Geschichte
Der von 1881 bis 1898 als Stadtbaumeister wirkende Hermann Josef Stübben erhielt im ersten Jahr seiner Tätigkeit den Auftrag, die Mauern der mittelalterlichen Stadtbefestigung mit ihren 12 Toren und 24 Pforten weitgehend niederlegen zu lassen und an ihrer Stelle einen großzügigen und prächtigen Ringboulevard anzulegen. Mit dem ersten Durchbruch der Stadtmauer am Gereonswall am 11. Juni 1881 und deren weiterem Abriss hatte die stetig wachsende Stadt die Möglichkeit, sich in den davor liegenden Festungsrayon, das Gebiet der heutigen Kölner Neustadt –, für das bis dahin ein Bebauungsverbot bestanden hatte, ausdehnen zu können. Im Mai 1889 erwarb das Erzbistum das Grundstück auf dem Brüsseler Platz. Da sämtliche Kirchen Kölns nach den Vorstellungen Stübbens auf den Dom ausgerichtet sein sollten, entstand 1894 nach Plänen von Heinrich Krings innerhalb von 100 Tagen zunächst ein provisorischer Backsteinbau, der am 29. September 1894 konsekriert wurde. Zwischen 1902 und 1907 wurde der Platz als große Freifläche konzipiert, im Zentrum stand die Kirche. In den Jahren 1981 und 1982 bekam der Brüsseler Platz seine heutige Gestalt.

## Kirche St. Michael

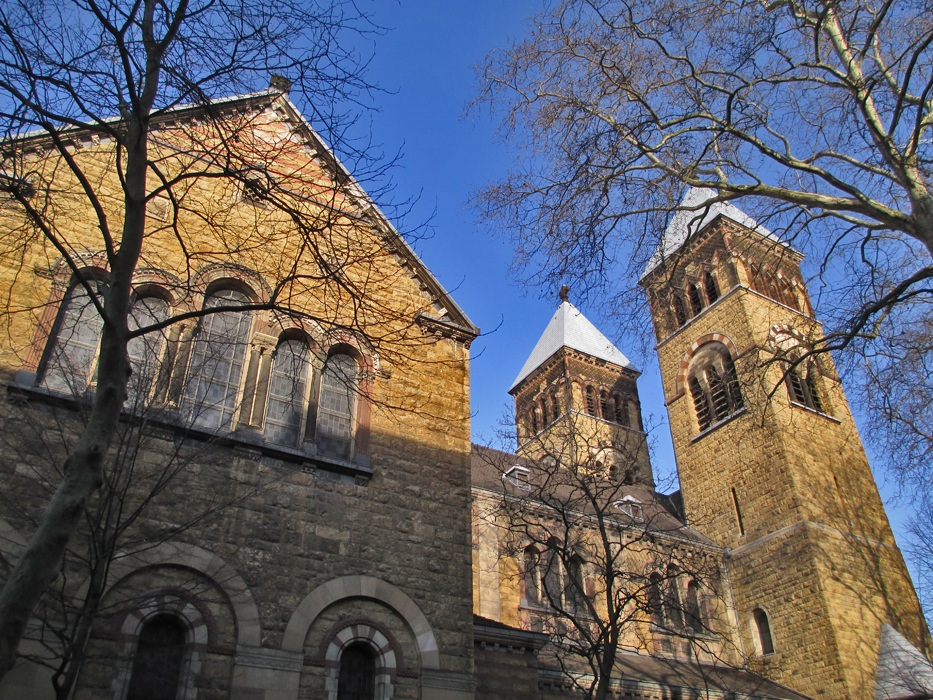
Kirche St. Michael

Brüsseler Platz mit Kirche St. Michael (1908)

In nur zehn Jahren hatte sich die Gemeinde fast verdreifacht, sodass der Bau einer größeren Kirche erforderlich wurde. Nach den Plänen des Kölner Architekten Eduard Endler entstand 1902 bis 1906 der heutige neuromanische Bau, der am 29. September 1906, dem Michaelstag, geweiht wurde. Nach dem Dom und St. Agnes ist St. Michael die drittgrößte Kirche Kölns.
Im Zweiten Weltkrieg wurde auch das Belgische Viertel durch alliierte Fliegerangriffe in Mitleidenschaft gezogen. Am 28. September 1944, 50 Jahre nach der Pfarrgründung, wurde auch die Kirche St. Michael getroffen und dabei der Vierungsturm sowie die Kuppel zerstört. Beim 1956 abgeschlossenen Wiederaufbau der Kirche wurde auf den Vierungsturm verzichtet. Das Schiff erhielt aus Gründen der besseren Akustik eine Holzdecke. Die monumentale Krippe des Bildhauers Hermann Inhetvin aus dem Jahre 1928 wurde 1995 restauriert, eine neue Orgel mit 2300 Pfeifen im gleichen Jahre installiert.

## Zentrum des Belgischen Viertels
Der platanenbestandene Platz und die Kirche bilden das Zentrum des Belgischen Viertels. Im Westen und Osten von der Moltkestraße bzw. Brüsseler Straße umringt, zweigt die Neue Maastrichter Straße am Platz schräg ab in Richtung Nordwest.
Im Szeneviertel rund um den Platz befinden sich Boutiquen, Galerien, Theater, Goldschmieden, Szenekneipen, Cafés und Bars. Zwischen März 2005 und Februar 2011 gab es am Brüsseler Platz eine Lesebühne.
Seit 2003 wird die Pflege der Grünanlagen auf dem Platz von der Bürgerinitiative Querbeet übernommen, zunächst in Form von Patenschaften, später mit offiziellem Auftrag des Grünflächenamtes der Stadt.
Der Brüsseler Platz ist der beliebteste Platz Kölns und wird in vielen europäischen Reiseführern als „best place to be“ in Köln ausgewiesen.

## Lärmbelästigung
Eine Belebung des Nachtlebens am Brüsseler Platz wird seit dem Weltjugendtag 2005 beobachtet, als es hier ein kirchlich organisiertes Bühnenprogramm gab. Während der Fußball-Weltmeisterschaft 2006 war der Platz ein Veranstaltungsort für Public Viewing. Seit dieser Zeit entdeckten Jugendliche den Platz als idealen Standort zum abendlichen Zeitvertreib in den Sommermonaten. Die ersten Bürgerbeschwerden gab es im Jahr 2008; in den Medien wurde seither regelmäßig über die Lärmbelästigung der Anwohner durch nächtliche Feiernde berichtet. Trotz verschiedener Bemühungen, den Konflikt mittels Mediation, Aufstellung von Regeln, Selbstverpflichtung der Gastronomen oder einer Privatisierung des Platzes zu lösen, gelang es nicht, den Lärm einzudämmen. Das Verwaltungsgericht Köln bestätigte mit Urteil vom 20. Oktober 2011 die für den Zeitraum vom 19. März bis 31. Oktober 2011 von der Stadtverwaltung per Ordnungsverfügung festgesetzte Sperrzeitverkürzung für den unmittelbar am Brüsseler Platz befindlichen Kiosk. Ein güterichterliches Verfahren vor dem Verwaltungsgericht Köln am 23. August 2013 bekräftigte, dass die Lärmvorschriften einzuhalten sind. Von den zwischen 500 und 1000 Personen geht, mehreren Gutachten zufolge, ein ruhestörender Lärm aus. Am 4. Juni 2011 befanden sich nachts gar 1570 Personen auf dem Platz.
Im November 2019 kam es im Eilverfahren vor dem Oberverwaltungsgericht Münster (OVG) zu einem Vergleich, mit dem sich die Stadt Köln zu engmaschigen Kontrollen von Gastronomie und Außenanlagen verpflichtete, um die Lärmentwicklung zu begrenzen. Im September 2023 verlor die Stadt Köln den jahrelangen Rechtsstreit mit Anwohnern vor dem OVG und muss dem Urteil zufolge einschreiten, um die Gesundheit der Bürger zu schützen. „Die bisherigen Maßnahmen der Stadt sind evident unzureichend“, erklärte die Richterin, die der Stadt vorwarf, kein Alkohol- oder Verweilverbot verhängt zu haben und das nächtliche Geschehen auf dem Platz dem Anschein nach nicht zu missbilligen. Es stelle sich die Frage, ob die Verwaltung durch ihr Verhalten nicht zum Partyveranstalter geworden und entsprechend haftbar zu machen sei. Die Richterin schlug vor, einen Zaun um die Kirche St. Michael zu errichten.
Die Gastronomiebetriebe am Brüsseler Platz müssen um 22.00 Uhr schließen, entschied das Kölner Verwaltungsgericht im Juli 2024.